# Sertraline
Sertraline-hydrochloride is een antidepressivum dat sinds 1990 internationaal op de markt is. Het is verkrijgbaar op recept onder de Pfizer merknamen Zoloft, Serlain (België), Lustral (Verenigd Koninkrijk), Besitran (Spanje) en sinds het verlopen van het octrooi in 2006 verkrijgbaar als het merkloze Sertraline.
Sertraline is een selectieve serotonine-heropnameremmer (SSRI) en wordt voorgeschreven bij depressie (geregistreerd) sociale fobie, obsessieve-compulsieve stoornis, posttraumatische stressstoornis (PTSS), gegeneraliseerde angststoornis, premenstrueel syndroom (PMS) en premenstruele dysfore stoornis (PMDD). Het wordt over het algemeen voorgeschreven in doseringen van 50 tot 200 mg.
Onderzoek naar Sertraline uit 2019 concludeert dat er nog geen significante afname was in depressieve klachten binnen 6 weken gebruik. Daarentegen bleek het wel binnen 6 weken al effectief te zijn tegen angstklachten en gaven de deelnemers hun kwaliteit van leven een hoger cijfer. Sertraline heeft dus bij de patiënten na 6 weken een positief effect op het algemene welbevinden.

## Bijwerkingen
De volgende bijwerkingen kunnen optreden:
Zeer vaak (> 10%): slapeloosheid, duizeligheid, vermoeidheid, slaperigheid, hoofdpijn, droge mond, misselijkheid, diarree, ejaculatiestoornis.
Vaak (1-10%): faryngitis, afgenomen eetlust, toegenomen eetlust, agitatie, angst, nervositeit, depersonalisatie, depressie, nachtmerries, verminderd libido, bruxisme, paresthesie, tremor, dysgeusie, concentratiestoornis, hypertonie, visusstoornissen, tinnitus, palpitaties, opvliegers, geeuwen, buikpijn, dyspepsie, braken, obstipatie, flatulentie, huiduitslag, hyperhidrose, spierpijn, gewrichtspijn, borstkaspijn, malaise.
Soms (0,1-1%): overgevoeligheid, infectie van de bovenste luchtwegen, rinitis, euforie, hallucinatie, agressie, apathie, abnormale gedachten, seksuele disfunctie, convulsie, coördinatiestoornis, hyperkinesie, amnesie, spraakstoornis, hypo-esthesie, migraine, syncope, benigne paroxismale positieduizeligheid, mydriase, oorpijn, tachycardie, hypertensie, perifeer oedeem, voorbijgaande roodheid van het gezicht en hals, bronchospasme, dyspneu, epistaxis, oesofagitis, dysfagie, aambeien, tongafwijking, speekselvloed, oprisping, alopecia, periorbitaal oedeem, gezichtsoedeem, purpura, urticaria, jeuk, droge huid, osteoartritis, rugpijn, spierzwakte, spierspasmen, urineretentie, urine-incontinentie, mictiestoornis (polyurie, pollakisurie, nycturie), vaginale bloeding, onregelmatige menstruatie, koorts, koud zweet, rillingen, dorst, gewichtsverandering, hypothyreoïdie, toename serumtransaminasen (ALAT en ASAT).
Zelden (0,01-0,1%): anafylactoïde reactie, diverticulitis, gastro-enteritis, otitis media, neoplasma, lymfadenopathie, hypercholesterolemie, hypoglykemie, diabetes mellitus, psychose, paranoia, conversiestoornis, onthoudingsverschijnselen, suïcidaal gedrag en gedrag, slaapwandelen, coma, choreoathetose, dyskinesie, hyperesthesie, zintuiglijke stoornis, glaucoom, fotofobie, hemoftalmie, diplopie, scotoom, hyphaema, traanklierafwijking, myocardinfarct, bradycardie, perifere ischemie, hematurie, laryngospasme, stridor, hyperventilatie, hypoventilatie, dysfonie, hik, stomatitis, mond- en tongzweren, glossitis, tandafwijkingen, haematochezia, melena, (bulleuze) dermatitis, folliculaire uitslag, abnormale haartextuur, abnormale huidgeur, oligurie, rabdomyolyse, botafwijking, menorragie, atrofische vulvovaginitis, genitale afscheiding, balanopostitis, galactorroe, priapisme, hernia, gestoorde gang, gestoorde spermatogenese, vaatverwijding.
Verder zijn gemeld: leukopenie, trombocytopenie, allergische reactie, hyperglykemie, hyperprolactinemie, hyponatriëmie (als gevolg van overmaat ADH), enurese bij kinderen, morbide dromen, bewegingsstoornissen (zoals extrapiramidale symptomen), symptomen samenhangend met het serotoninesyndroom of het neuroleptisch maligne syndroom, acathisie, psychomotorische rusteloosheid, cerebrovasculaire spasmen (als vasoconstrictie syndroom of Call-Fleming-syndroom), ongelijke pupillen, visusstoornis, trismus, bloedingen (zoals gastro-intestinale bloeding (er zijn fatale gevallen gemeld)), verlengd QT-interval, 'torsade de pointes', interstitiële longziekte, pancreatitis, ernstige leverfunctiestoornissen (zoals hepatitis en leverfalen), ernstige exfoliatieve huidaandoeningen, angio-oedeem, fotosensibilisatie, spierkrampen, gynaecomastie, veranderde bloedplaatjesfunctie. Bij gebruik van SSRI's en TCA's neemt, vooral boven de 50 jaar, de kans op botfracturen toe.
Bij opvallend meer of ernstiger bijwerkingen kan sprake zijn van een CYP2C19-polymorfisme.